# Cristina Castel-Branco
Maria Cristina da Fonseca Ataíde Castel-Branco Alarcão Júdice, mais conhecida como Cristina Castel-Branco (Lisboa, 1958), é uma arquiteta paisagista, escritora, professora e deputada portuguesa. Foi membro internacional do Conselho Internacional de Monumentos e Sítios (ICOMOS), da UNESCO e fundadora e presidente da Associação Portuguesa dos Jardins e Sítios Históricos.

## Biografia
Cristina viveu a infância em Abrantes, onde manteve, ao longo da vida, a ligação à Quinta da Ómnia, propriedade dos pais. Cresceu rodeada de arte. Sua uma mãe é formada em Belas Artes e seu pai é arquiteto.
Se formou em 1985 em Arquitectura Paisagistica no Instituto Superior de Agronomia e foi bolseira Fullbright ITT.  Fez o curso de verão sobre Percepção Cultural Paisagista em Harvard e tirou seu mestrado em Arquitetura Paisagistana Universidade de Massachusetts Amherst em 1989. Tirou o doutoramento em História de Arte de Jardins pelo Instituto Superior de Agronomia em 1993.
Na sequência de seus estudos ela fez a Agregação em 2006 no ISA, na Universidade Técnica de Lisboa, onde é professora desde 1989 em diversas cadeiras. Também é professora do curso de Arquitetura Paisagística e da pós-graduação em Arquitetura Paisagista e Ecologia Urbana, programa de doutorado entre as Universidades Técnicas de Lisboa, de Coimbra e do Porto. Enquanto docente convidada, deu aulas em diferentes cursos em Madrid, Manchester e Tóquio.

## Percurso
Em 1991, Cristina fundou o atelier ACB Paisagem, e como projectista, a sua criatividade incide sobre fontes, lagos e obras de arte em água.
Foi responsável pela restauração do Jardim Botânico da Ajuda (Lisboa, Portugal), tendo restaurado o terraço superior do mesmo entre 1994 e 1998. Depois dessa restauração, logo no primeiro ano, o Jardim passou a receber de dois mil para 20 mil visitantes. E de 1997 a 2002, foi a Directora do Jardim Botânico da Ajuda, e foi também sócia fundadora da Associação dos Amigos do mesmo jardim, mais tarde, em 2011.

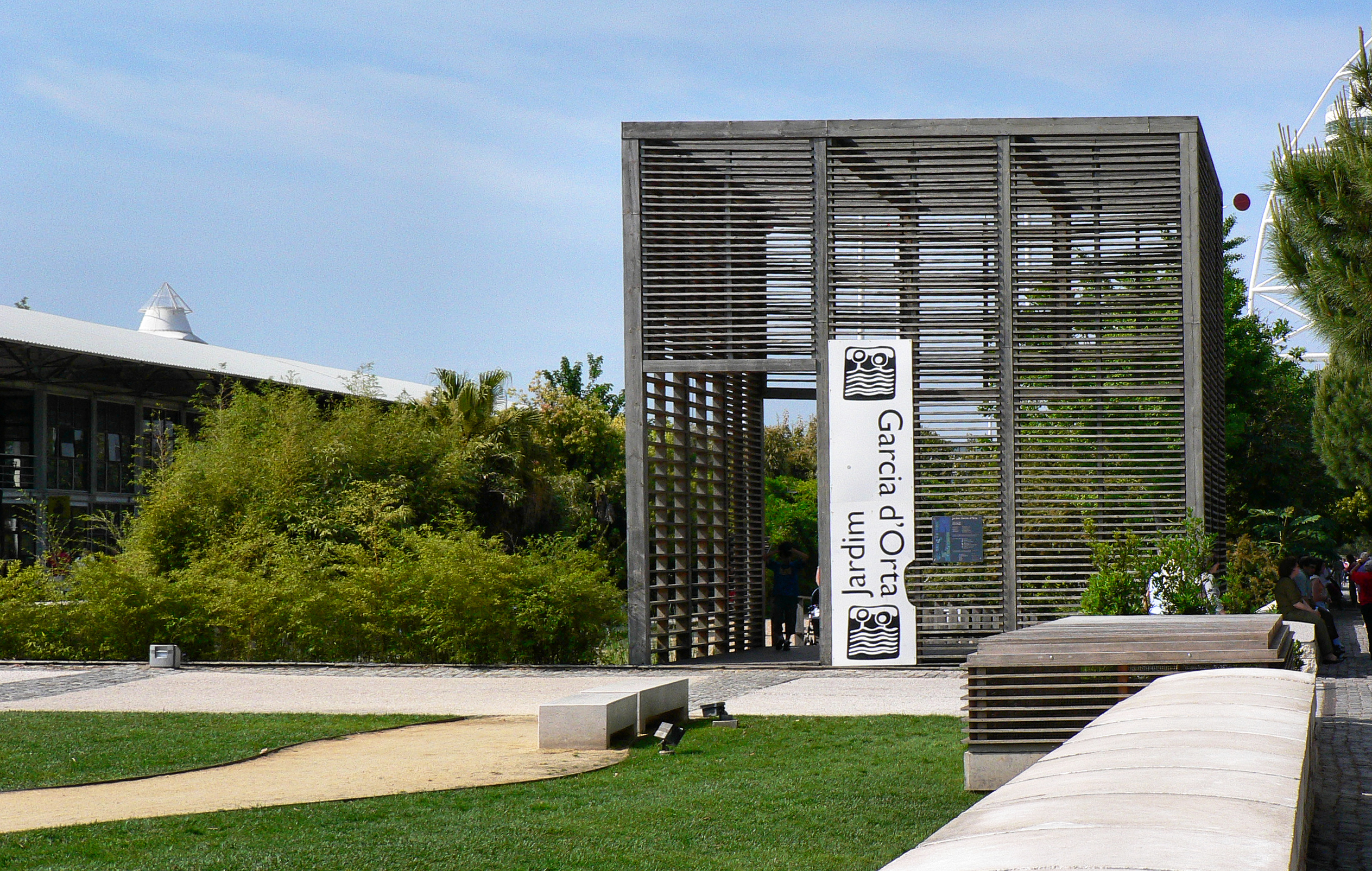
Jardim Garcia da Horta, no Parque das Nações, antigo espaço da EXPO'98

Cristina foi assessora chefe de Arquitectura Paisagista da Expo’98 e Directora do Projecto do Jardim Garcia de Orta no recinto da Expo’98.
Em 2003, foi nomeada membro internacional do Comitê Científico Internacional de Paisagens Culturais (ICOMOS), da UNESCO, onde é votante e fundou e presidiu à Associação Portuguesa dos Jardins e Sítios Históricos, além de ter sido nomeada vice-presidente do Comitê de Parcs et Jardins d’Europe e representante de Portugal.
Em 2005 foi agraciada com a Ordem de Chevalier des Arts et de Lettres pelo Governo Francês. Presidente da Mesa da Assembleia-Geral da AAJBA 2010-2019. Actualmente é Presidente da Mesa da Assembleia-Geral da AAJBA (2019-2022). Nesse mesmo ano de 2005, foi convidada por José Miguel Júdice (com quem mais tarde viria a se casar) para restaurar os jardins da Quinta das Lágrimas, um espaço histórico em Coimbra que existe desde o século XIV. Fã de festivais musicais, Cristina organizou o Festival das Artes (do qual é desde então presidente ), evento que reuniu música, artes plásticas, palavra e espetáculos em grandes serões, que acontece todos os anos nos jardins.
Em 1990, Cristina Castel-Branco recebeu o Premio Internazionale di Architettura Andrea Palladio, em 2005 e 2008 recebeu o Prémio Nacional de Arquitetura Paisagista, respetivamente pelo projeto da Quinta da Água Braia, em Fátima, e pelo projeto do Anfiteatro Colina de Camões, na Quinta das Lágrimas, em Coimbra.
Em 2013 recebeu Insígnias de Oficial da Ordem das Artes e Letras, de França. A condecoração homenageia personalidades que se distinguem no mundo da produção artística e literária relacionando a sua obra com a cultura francesa, segundo comunicado do Instituto de Agronomia enviado à Lusa.
Em 2017 Cristina Castel-Branco, assumiu o lugar de deputada municipal pelo partido CDS, em Lisboa.
Em 2015, Cristina foi uma das professoras que participou do workshop no Brasil em parceria com a Fundação Museu Mariano Procópio, em colaboração com a Escola de Belas Artes da Universidade Federal do Rio de Janeiro (UFRJ), Fundação Casa de Rui Barbosa e da Rede de Gestores de Jardins Históricos.
No Brasil, Cristina também trabalhou como assessora do Instituto do Patrimônio Histórico e Artístico Nacional (Iphan) no processo de candidatura do sítio a Patrimônio Mundial, da Organização das Nações Unidas para a Educação, a Ciência e a Cultura (Unesco).

## Reconhecimentos e Prémios
- 1990: Premio Internazionale di Architettura Andrea Palladio[17]
- 2005: Ordem de Chevalier des Arts et de Lettres, pelo Governo Francês[6]
- 2005: Prémio Nacional de Arquitetura Paisagista por Quinta da Água Braia[24]
- 2008: Prémio Nacional de Arquitetura Paisagista, porAnfiteatro Colina de Camões[25]
- 2013: Insígnias de Oficial da Ordem das Artes e Letras, de França[17]

## Projetos
- Europarque (com Teresa Andersen), Santa Maria da Feira, 1991[26]
- Plano de Arborização da Zona de Intervenção da EXPO98 (com Victor Walker), Lisboa,1993/1996[27]
- Plano de plantação dos Jardins Garcia de Orta (coordenação com Engenheiro Francisco Rego), Lisboa, 1996[28]
- Restauro do Jardim Botânico da Ajuda, Lisboa, 1997[29]
- Restauro do Jardim do Cerco, Mafra, 1997/2007[30]
- Jardim do Laranjal, Palácio Fronteira, (azulejaria Eduardo Nery), Lisboa, 2010[31]
- Convento do Bom Sucesso, Lisboa, 2010[32]
- Jardim das Artes, Covilhã, 2012-2017[33]
- Renovação do Jardim da Praça do Império (com Carlos Ribas), Lisboa, 2016 – 2023[34]

## Obra escrita
- CASTEL-BRANCO, Cristina, dir. - A água nos jardins portugueses. Lisboa: Scribe, 2010.[35]
- CASTEL-BRANCO, Cristina - Félix de Avelar Brotero: botaniste portugais (1744-1828). Paris: Centre Culturel Calouste Gulbenkian, 2004.[36]
- CASTEL-BRANCO, Cristina - Félix de Avelar Brotero: botânico português (1744-1828): uma história natural. - Lisboa: Livros Horizonte[37]; Coimbra: Imprensa da Univ.[38], 2007.
- CASTEL-BRANCO, Cristina - The gardens of the Viceroys - Fronteira. Alfragide: Oceanos, 2008.[39]
- CASTEL-BRANCO, Cristina, dir. - Jardins com história: poesia atrás de muros. - Lisboa: Inapa, 2002.[40]
- CASTEL-BRANCO, Cristina - Jardins de Portugal. [S.l.]: Clube do Colecionador dos Correios, 2014.[41]
- CASTEL-BRANCO, Cristina - Os jardins dos Vice-Reis - Fronteira. - Alfragide: Oceanos, 2008.[42]
- CASTEL-BRANCO, Cristina - Les jardins des Vice-Rois - Fronteira. - Alfragide: Oceanos, 2008.[39]
- CASTEL-BRANCO, Cristina, coord. - Necessidades, jardins e cerca. Lisboa: Livros Horizonte: Jardim Botânico da Ajuda, 2001.[43]
- CASTEL-BRANCO, Cristina, ed. - Necessidades: the Gardens and enclosure. Lisboa: Livros Horizonte, 2002.[44]
- CASTEL-BRANCO, Cristina, dir. - O Livro Verde - The Green Book, Expo'98. Lisboa: Parque Expo 98, 1998[45]
- CASTEL-BRANCO, Cristina - Plano de arborização = Tree planting plan. Lisboa: Expo 98, 1995.[2]
- CORREIA, Clara Pinto; CASTEL-BRANCO, Cristina; FURTADO, José Afonso - Os quatro rios do paraíso. - Lisboa: Dom Quixote, 1994.[46]